# ديفيد مونيوث (لاعب كرة قدم)
ديفيد مونيوث (بالإسبانية: David Muñoz Pueyo)‏ هو لاعب كرة قدم إسباني في مركز الهجوم، ولد في 9 يوليو 1997 في سرقسطة في إسبانيا. لعب مع ريال سرقسطة.

## وصلات خارجية
- ديفيد مونيوث على موقع قاعدة بيانات كرة القدم.إي يو (الإنجليزية)
- ديفيد مونيوث على موقع Soccerway.com (الإنجليزية)